# Pot (rummål)
 For alternative betydninger, se Pot. (Se også artikler, som begynder med Pot)
En pot er gammel dansk mål på 0,9681 liter, hvilket svarer til 1/32 kubikfod. En pot deltes i 4 pægle. To potter udgjorde 1 kande.
Ved inførelsen af metersystemet i 1907 blev rummålet "pot" afskaffet.
Brugtes også efter den officielle afskaffelse i dagligsproget som synonym for én liter – heraf udtrykket "en pot sød(mælk)".